# 博萬湖

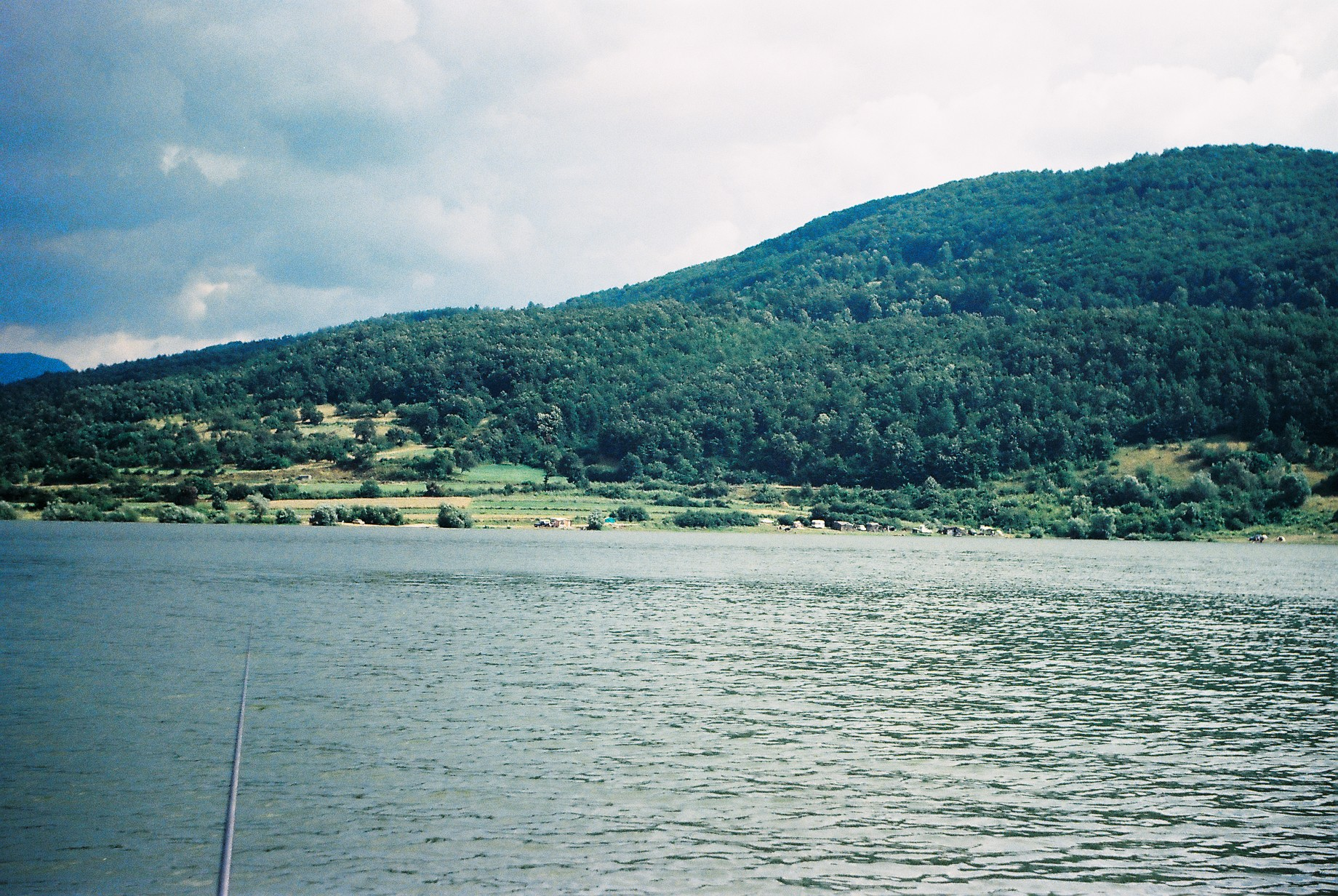

博萬湖是塞爾維亞的湖泊，位於該國東部，由扎耶查爾區負責管轄，距離阿萊克西納茨20公里，長8公里、寬0.5公里，面積5平方公里，平均水深7米，最大水深50米。